# Buxales
Buxales é o nome botânico de um táxon de plantas inserido na categoria taxonómica de ordem, pertencente às angiospermas e que inclui as famílias Buxaceae (cosmopolita), Didymelaceae ( Madagáscar) e Haptanthaceae  (Honduras). O grupo é monofilético, segundo análises de filogenia, pelo que se lhe deu o estatuto de táxon nos sistemas de classificação modernos como o Angiosperm Phylogeny Website e o sistema APG III de 2009, Segundo o Angiosperm Phylogeny Website, a divisão da ordem em três famílias está avalizada por análises moleculares de ADN e são facilmente distinguíveis pela sua morfologia distintiva. No sistema APG III se prefere-se incluir Didymelaceae na família Buxaceae.

## Diversidade
A ordem apresenta segundo o Angiosperm Phylogeny Website, 3 famílias, 5 géneros e 72 espécies:
- Didymelaceae: pode ser reconhecida pelas suas folhas dispostas em espiral, de lâmina inteira e esverdeadas-secas, o seu indumento de escamas diminutas, e suas flores pequenas, as flores estaminadas com duas anteras extrorsas e as carpeladas com um só carpelo com um estigma largo e obliquo. Compreende um só género, Didymeles Thouars, com 2 espécies, distribuídas em Madagáscar.
- Buxaceae: geralmente são plantas herbáceas de folha perene, monóicas, ou pequenas árvores com folhas sem estípulas e usualmente opostas, e flores bastante pequenas com perianto inconspícuo. Osestames são opostos ao perianto, e o estilete é estigmático em todo o seu comprimento, proeminente e mais ou menos aberto. O fruto tem poucas sementes, o mesocarpo e o endocarpo estão separados, e o último divide-se de forma septicida. As flores e frutos de Buxaceae são semelhantes aos de Euphorbiaceae sensu lato, mas não possuem columela no fruto, como ocorre em Euphorbiaceae. Inclui 4 géneros com 70 espécies de distribuição cosmopolita (não se encontram no Árctico): Buxus L., Notobuxus Oliv., Pachysandra Michx., Sarcococca Lindl., Styloceras Kunth ex Juss.
- Haptanthaceae: com uma única espécie endémica das Honduras, Haptanthus hazlettii, descrita em 1989 e nunca voltado a ser colectada, apesar das muitas tentativas,[3] ainda que Doust e Stevens[4] creiam que é uma eudicotiledónea basal, provavelmente próxima de Buxaceae. É um arbusto completamente glabro, de folhas opostas, simples, inteiras e sem puntuações glandulares. Não apresenta estípulas. A inflorescência é composta por uma flor feminina simples com dois ramos de 5-6 flores masculinas cada uma. Não possuem perianto, só uma diminuta bractéola. As flores masculinas possuem um só estame e as femininas têm um pistilo tricarpelado, estipitado, com três estigmas sésseis largos, e um ovário com três placentas parietais, cada uma com 8 a 15 óvulos em duas filas.[5]

## Filogenia
Didymelaceae foi determinada com irmã de Buxaceae (foram incluídas representantes das duas tribos de buxáceas, Sarcococceae e Buxeae) na análise executada sobre 3 sequências de ADN por Worberg et al. (2007). Hilu et al. en el 2003 (mas só sobre uma sequência incompleta de matK) encontrou que Didymeles devia ser embebido na família Buxaceae parafilética.

## Taxonomia
Didymeles foi incluído em Buxaceae no sistema APG III e incluída de maneira opcional em Buxaceae no sistema APG II, mas no sistema de classificação Angiosperm Phylogeny Website encontram-se segregadas dentro da ordem Buxales (pelo que Didymeles ascende a estatuto de família, Didymelaceae) devido a dados derivados de análises moleculares de ADN]], e são clados facilmente distinguíveis devido à sua morfologia distintiva. A família pouco conhecida, Haptanthaceae, é tentativamente agregada dentro desta ordem nos dois sistemas de classificação modernos, APG III e Angiosperm Phylogeny Website (não estava incluída em nenhuma ordem no sistema APG II).
No menos recente sistema de Cronquist, 1988 Buxaceae pertencia à ordem Euphorbiales, da subclasse Rosidae.  Didymelaceae era colocada numa ordem própria, Didymelales, da subclasse Hamamelidae.

## Sinonímia
- Didymelales Takhtajan.
- Buxanae Reveal y Doweld.

## Evolução
Anderson et al. (2005) datam Buxaceae e todos os parentes  fósseis já extintos em cerca de 121-117 milhões de anos.